# Adam Flasch

Adam Flasch

Adam Flasch (* 21. Februar 1844 in Helmstadt; † 11. Januar 1902 in Erlangen) war ein deutscher Klassischer Archäologe.
Er studierte zunächst Klassische Philologie bei Ludwig von Urlichs in Würzburg, dann als ältester Schüler von Heinrich Brunn Klassische Philologie und Klassische Archäologie in München, wo er 1870 promoviert wurde. 1882 wurde er als erster ordentlicher Professor für Klassische Archäologie in Erlangen. Dieses Amt hatte er bis zu seinem Tode 1902 inne. 1890 wurde sein Extraordinariat in ein Ordinariat umgewandelt und er erhielt somit einen ordentlichen Lehrstuhl. Er war ab 1892 Mitglied der Bayerischen Akademie der Wissenschaften.

## Schriften (Auswahl)
- Angebliche Argonautenbilder. Archäologische Abhandlung. München 1870 (= Dissertation)
- Die Polychromie der griechischen Vasenbilder. Würzburg 1875 (= Habilitationsschrift)
- Zum Parthenon-Fries. Würzburg 1877
- Hrsg. von Heinrich von Brunn: Griechische Kunstgeschichte, Buch 2. Die archaische Kunst, München 1897
- Heinrich von Brunn, Gedächtnissrede gehalten in der öffentlichen Sitzung der K. b. Akademie der Wissenschaften zu München März 1895. München 1902
- Festschrift dem Prinzregenten Luitpold von Bayern zum achtzigsten Geburtstage dargebracht von der Universität. Universitätsbund Erlangen, Erlangen 1901